# Essingen (Baden-Württemberg)
Essingen è un comune tedesco di 6 503 abitanti situato nel land del Baden-Württemberg.